# نادي عمال نينوى
نادي عمال نينوى الرياضي هو أحد أندية الدوري العراقي تأسس عام 1974
وأعيد تأسيسه عام 2004
.

## الإنجازات
لعب النادي في الدوري الدرجة الأولى العراقي مواسم
- 2011-2012
- 2012-2013
- 2013-2014